# Zoológico de Pont-Scorff
O Zoológico de Pont-Scorff é um zoológico francês situado ao sul da Bretanha no coração de Lorient. Apresenta uma importante coleção de animais constituídos por grandes mamíferos (elefantes asiáticos, hipopótamos, rinocerontes negros), de muitos felinos (leões, tigres, leopardos, pumas, etc.), herbívoros (girafas, zebras...), primatas, aves, etc.
Cinco atrações e animações oferecem uma grande atração no espaço educativo.

## Grandes eventos no zoológico
- 1973 : estabelecimento do zoológico por Pierre Thomas
- 1987 : três quartos do jardim zoológico são destruídos por um ciclone
- 1990 : nova partida, superficie duplicada
- 1996 : show de leões marinhos
- 1997 : show de papagaios
- 1998 : chegada de elefantes
- 2000 : show de aves marinhas
- 2002 : show dos mal-aimés (mal-amados)
- 2005 : show de vôo livre de papagaios